# Ufuk
 (juillet 2008).
Si vous disposez d'ouvrages ou d'articles de référence ou si vous connaissez des sites web de qualité traitant du thème abordé ici, merci de compléter l'article en donnant les références utiles à sa vérifiabilité et en les liant à la section « Notes et références ».
Ufuk est un prénom turc qui est majoritairement porté en Turquie par de nouveau-nés de sexe féminin ou masculin. En France, le prénom est assez rare avec un pic de popularité en 1988. Ce prénom existe aussi Arabe et en Hébreu avec des prononciations différentes mais toutefois proches : « الأفق » en Arabe et « אופק » en Hébreu.

## Signification du prénom

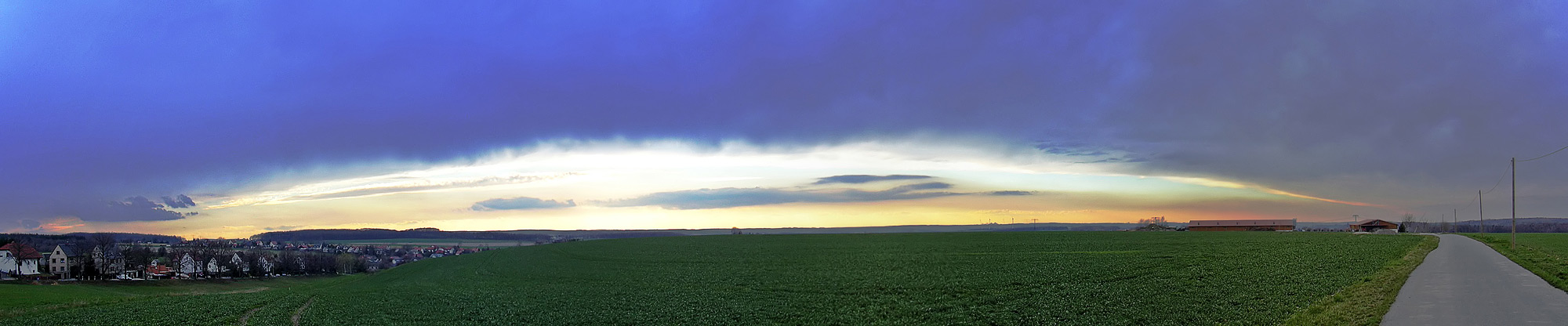
"Ufuk" signifie horizon en français.

Le prénom signifie « horizon », en turc, en arabe et en hébreu.

## Ufuk célèbres
- Ufuk Bayraktar (tr), acteur turc.
- Ufo361, rappeur turc et allemand.
- Ufuk Ceylan, footballeur turc.
- Ufuk Talay, footballeur australien.
- Ufuk Dördüncü, pianiste.
- Ufuk Sarica, ex entraîneur du Beşiktaş JK.
- Ufuk Bayraktar, footballeur turc.

## Autres (אופק)
Certains satellites militaires israéliens construits par la société Israel Aerospace Industries se nomment « אופק » qui se prononce « Ofek ». Le nom de ces satellites signifie justement « horizon » tout comme le prénom auquel ils font référence.